# Karin Keller-Sutter
Karin Keller-Sutter (ur. 22 listopada 1963) – szwajcarska polityk, członek Szwajcarskiej Rady Związkowej, prezydent Szwajcarii od 2025.

## Życiorys
Studiowała tłumaczenie ustne w Zurychu oraz podyplomowe studia pedagogiczne na Uniwersytecie we Fryburgu szwajcarskim. W latach 1996–2000 zasiadała w radzie kantonu. W 2000 wybrana do departamentu bezpieczeństwa i sprawiedliwości kantonu St. Gallen. W latach 2006–2007 stała na czele rządu kantonu. W 2010 bezskutecznie kandydowała do Szwajcarskiej Rady Związkowej na miejsce Hansa-Rudolfa Merza. W wyborach z 23 października 2011 wybrana jako reprezentantka kantonu St. Gallen do Rady Kantonów.
5 grudnia 2018 wybrana do Szwajcarskiej Rady Związkowej na miejsce Johanna Schneider-Ammanna, urząd objęła 1 stycznia 2019. Do 31 grudnia 2022 stała na czele Federalnego Departamentu Sprawiedliwości i Policji. 1 stycznia 2023 stanęła na czele Federalnego Departamentu Finansów.
13 grudnia 2023 w wyniku wyboru Violi Amherd na prezydenta Szwajcarii na 2024, została wybrana na urząd wiceprezydenta, zaś 11 grudnia 2024 została wybrana na urząd prezydenta Szwajcarii; urząd objęła 1 stycznia 2025. Jej kandydaturę poparło 168 spośród 203 deputowanych.